# Адмирал Чабаненко (большой противолодочный корабль)
«Адмирал Чабаненко» — советский и российский большой противолодочный корабль 1-го ранга проекта 1155.1 с управляемым ракетным вооружением дальней морской и океанской зоны, в составе Северного флота России. Бортовой номер 650. Назван в честь адмирала Андрея Трофимовича Чабаненко.

## История
Проектирование корабля началось в 1970-е годы. Главный конструктор — Михаил Петрович Мишин. Заложен на Прибалтийском судостроительном заводе «Янтарь» в Калининграде 28 февраля 1989 года. Спущен на воду 14 декабря 1992 года. Первые ходовые испытания начались в 1995 году. Включён в состав ВМФ и на корабле поднят Андреевский флаг 28 января 1999 года. Первым командиром стал капитан 1-го ранга И.А. Быков, которого сменил капитан 1 ранга М. Колывушко.
В марте 1999 года корабль прибыл на Северный флот к месту постоянного базирования (Североморск). С 19 августа 2000 по 13 сентября 2001 года корабль участвовал в охране места работ по подъёме затонувшей атомной подводной лодки К-141 «Курск», проведя в море с этой целью 178 суток. В 2002 году участвовал в дальнем походе группы кораблей СФ, посетив Исландию, Великобританию, Норвегию, заходил в район Шпицбергена. 12 ноября 2002 года в Осло корабль посетили король Норвегии Харальд V и находящийся с визитом в Норвегии президент России В. В. Путин. По итогам летнего периода обучения 2002 года признан лучшим кораблём Северного флота. В 2003 году участвовал в российско-французских учениях в Баренцевом море.
БПК «Адмирал Чабаненко» принял участие в совместных военно-морских учениях РФ и Венесуэлы «ВЕНРУС-2008», начавшихся 1 декабря 2008 года в Карибском море. Флагман отряда — тяжёлый атомный ракетный крейсер «Пётр Великий».
6 декабря 2008 года БПК «Адмирал Чабаненко» стал первым российским военным кораблём, который вошёл в Панамский канал со времён Второй мировой войны.
В ноябре 2009 — апреле 2010 года БПК «Адмирал Чабаненко» обеспечивал безопасность судоходства в районе Африканского Рога и Аденском заливе, сопроводив 17 конвоев из более чем 60 судов. Передав вахту кораблям Тихоокеанского флота, корабль с 11 по 13 апреля 2010 года находился с визитом в испанском порту Сеута. 29 апреля вернулся в Североморск.
В июне 2012 года лидер Демократической левой партии Турции Масум Тюркер (Masum Türker) заявил, что турецкий самолёт-разведчик RF-4E, пропавший 22 июня 2012 года во время полёта в территориальном пространстве Сирии, был сбит ракетой с БПК «Адмирал Чабаненко».
C апреля 2014 года находится в ремонте и модернизации на СРЗ-35, работы планировалось завершить в 2025 году. При модернизации БПК «Адмирал Чабаненко» планировали сделать фрегатом и усилить ракетное вооружение, установив четыре установки ПКР «Уран» на 16 крылатых ракет Х-35, а также универсальную пусковую установку вертикального пуска на 16 крылатых ракет «Калибр», «Оникс» или «Циркон». Корабль должны были оснастить морскими зенитными ракетно-артиллерийскими комплексами «Панцирь-М» на замену ЗРАК «Кортик». В 2025 году работы над кораблём были отложены на неопределённый срок.

## Вооружение корабля
ДО МОДЕРНИЗАЦИИ 
- Вооружение: 2 × 4 ПУ ПКР 3М-80 «Москит», 8 × 8 ВПУ ЗРК «Кинжал» — 64 ракеты; 2 ЗРАК «Кортик» — боекомплект 128 ЗУР 9М311 и 24 000 30 мм выстрелов, спаренная 130 мм АК-130 — 1000 выстрелов, 2 × 4 ПУ ПЛРК «Водопад» — 24 ракеты и торпеды («Водопад-НК» — 83РН, 84РН, торпеды СЭТ-65), 2 × 10 РБУ — 12 000 комплекса ПТЗ «Удав-1» — 120 РГБ, ПУ пассивных помех — 2 ПК-2 и 10x12 ПК-10.
- ГАК: гидроакустический комплекс «Звезда-2».
- Радиоэлектронное вооружение: БИУС «Лесоруб-55», система освещения надводной обстановки «Корвет-1155», РЛС обнаружения целей МР-760 «Фрегат-МА», МР-350 «Подкат», навигационная РЛС МР-212 «Вайгач», система предупреждения о лазерном облучении «Спектр-Ф», комплекс РЭБ «Старт-2», комплекс связи «Кристалл».

## Характеристики корабля
ДО МОДЕРНИЗАЦИИ 
- Водоизмещение: 7740/8320 тонн. Размерения: 163,5 × 19 × 7,8 м.
- 2 вертолёта в ангарах (Ка-27ПЛ и Ка-27РЦ)
- 2 × 4 ПУ (ЛЕ-190) ракет 3М-80 «Москит»
- 8 × 8 вертикальных ПУ (ЗС-95) ЗУР «Кинжал» (64 ракеты)
- Арт: 1 × 2—130 мм (АК 130) 360 выстрелов; 2 зенитных ракетно-артиллерийских комплекса (ЗРАК) «Кортик»
- 2 × 10 РКПТЗ «Удав», 2 × 4 — 533 ТА, 26 мин
- РЛС МР-760 «Фрегат — МА», РЛС МЗ 350 «Подкат» (обнаружения низколетящих целей), РЛС «Вайгач», БЗ — 212, ГАК «Звезда — 2»
- Комплекс связи «Кристалл».
- 4 газ. турб., 2 винта, 65 000 л. с. (2 маршевых ГТУ М-9 по 10 000 л. с. и 2 форсажных ГТУ М-21 по 22 500 л. с.)
- 32 узла (полная), дальность 6000 миль (на 14 узлах) при 2000 тонн топлива в перегруз
- Автономность — 30 суток.
- Экипаж — 296 человек

## Фотографии

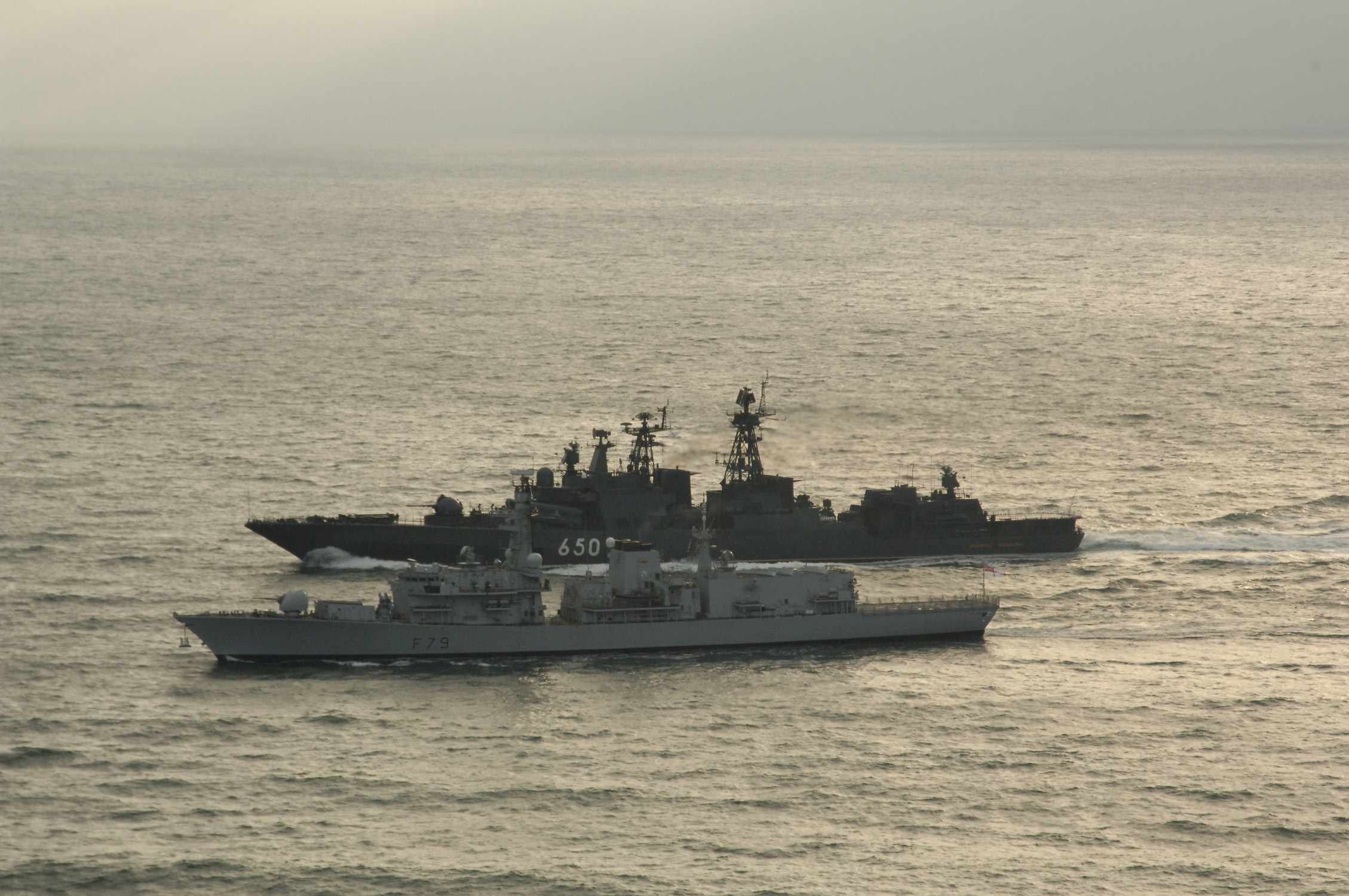
БПК «Адмирал Чабаненко» и английский фрегат «Портленд» в Чесапикском заливе, 15 июня 2007 года
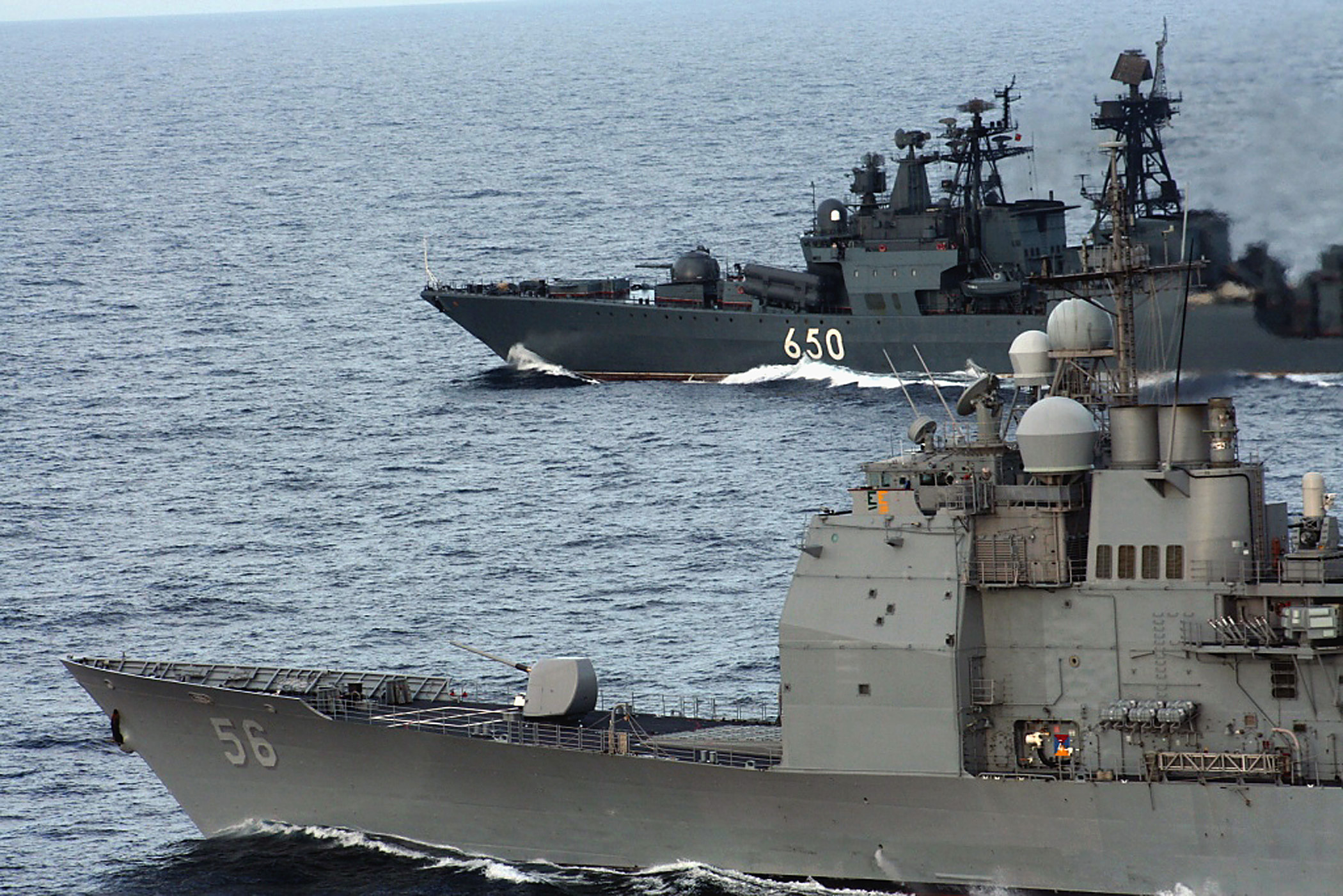
Ракетный крейсер США «Сан Хасинто» и БПК «Адмирал Чабаненко» в Средиземном море, 18 января 2008 года